# Alan Belcher
John Alan Belcher (født 24. april 1984) er en pensioneret amerikansk MMA-udøver Han konkurrerede i Ultimate Fighting Championship's (UFC) mellemvægt-division, hvor han opnåede en samlet rekordliste på 9-6 i octagonen.

## MMA-karriere

### Tidlig karriere
Belcher fik sin professionelle debut i juli 2004 mod Tim Ellis i Freestyle Fighting Championship og vandt på TKO. Hans MMA karriere steg betydeligt i begyndelsen af 2006, det år, hvor Belcher samlet kæmpede 9 kampe og opnåede en rekordliste på 8-1.

### Ultimate Fighting Championship
I 2006 tabte han en kamp via enstemmig afgørelse mod Yushin Okami ved UFC 62 i sin UFC debut.
Belcher mødte Michael Bisping den 27. april, 2013 på UFC 159. Bisping kontrollerede størstedelen af kampen på grund af hans kondition og udholdenhed hvor han førte det konstante tempo. Kampen blev stoppet ved 4:29 i 3. omgang som Bisping uforvarende stak Belcher i øjet, der gjorde at Belcher ikke var i stand til at fortsætte. Bisping vandt kampen via teknisk enstemmig afgørelse. Belcher fik otte sting i sit øjenlåg efter kampen.
Den 11. november, 2015, annoncerede Belcher sin pensionering fra MMA.

## Privatliv
Belcher har 2 børn, Ava & Eli. Han har i øjeblikket 4 MMA fitnesscentre, der ligger i D ' iberville, Mississippi, Ocean Springs, Mississippi, Gulfport, Mississippi, og hans nyeste i Mobile, Alabama. De er opført som Alan Belcher MMA Club eller ABMMA.

## Mesterskaber og resultater
- Ultimate Fighting Championship
  - Fight of the Night (2 gange) vs. Wilson Gouveia, Yoshihiro Akiyama 
  - Submission of the Night (2 gange) vs. Denis Kang, Patrick Cote